# Руберовський Микола Олексійович
Руберовський Микола Олексійович (25 червня (7 серпня) 1845 — 1915, Саратов) — український філолог, лексикограф і педагог. Автор «Словника малоруського наріччя» — найбільшого з дорадянських українсько-російських словників, що містить понад 100000 реєстрових слів.

## Біографія
Працював чиновником у різних державних установах Мінська, Вільнюса, Полтави та Саратова. У 1904 вийшов у відставку в чині надвірного радника.

## Праці
Автор рукописного українсько-російського «Словаря малорусского наречия» у 18 томах (понад 100 000 слів). В словнику Руберовського використано твори українських письменників, етнографічні й фольклорні джерела. Широко зафіксовано слова на позначення абстрактних понять, іншомовні запозичення, книжну лексику, народні ботанічні назви тощо. Перекладна частина переписана лише в межах слів на літери А—Д (дуга); решта в чорновому варіанті.
Правопис української частини етимологічний, хоч не скрізь витриманий.
Руберовський уклав рукописну хрестоматію української поезії. Рукописи зберігаються у Бібліотеці Російської Академії Наук (Петербург).